# Polidoro Virgili
Polidoro Virgili, o Virgilio, noto pure come Polydore Virgile o ancora Polydore Vergil (Urbino, 1470 – Urbino, 18 aprile 1555), è stato un umanista, storico e presbitero italiano naturalizzato inglese.
È anche conosciuto come PV Castellensis o Castellesi. Precursore della storiografia scientifica, è noto particolarmente per aver pubblicato, su commissione prima del re Enrico VII e poi di Enrico VIII, la storia delle isole britanniche come pure una storia delle invenzioni. William Shakespeare si avvale delle sue opere per inquadrare storicamente le sue pièces teatrali ambientate in Inghilterra.

## Lineamenti biografici
Polidoro nacque a Urbino. Suo fratello Giovanni Matteo, insegnò anch'egli filosofia all'Università di Pavia nel 1517. Un altro fratello era commerciante a Londra.

La nipote di Polidoro, Faustina Virgili sposò nel 1696 il cavalier Lorenzo Borgogelli, conte e patrizio di Fano: suoi discendenti formarono il ramo dei Borgogelli Virgili e divennero patrizi di Fano e Urbino e nobili dei conti Borgogelli, ramo che esiste tuttora.
Venne ordinato sacerdote nel dicembre del 1496. Studiò teologia, filosofia e storia alle università di Bologna e di Padova, dove divenne discepolo di Filippo Beroaldo il Vecchio.
Si pose quindi al servizio di Guidobaldo da Montefeltro, figlio del duca di Urbino Federico da Montefeltro, come segretario (prima del 1498, dato che gli dedicò la sua prima opera Liber Proverbiorum dell'aprile 1498).
Dopo un periodo nel quale servì come ciambellano papa Alessandro VI, per suo mandato si pose al servizio del cardinale Adriano Castellesi, cardinale di Corneto (Tarquinia) e collettore papale dell'obolo di San Pietro in Inghilterra. Il cardinale (Hadrianus Castellensis), figlio di Giorgio e nipote di Antonio Virgili, "esperto di medicina e astrologia", docente di filosofia all'università di Parigi, era suo parente.
Con l'incarico di sub-collettore, si recò a Londra nella primavera del 1502. Ricevette in Inghilterra numerose prebende e incarichi pastorali (Scambesly, Lincoln, Hereford, Brent, Wells, Oxford). Divenne arcidiacono di Bath e Wells nell'ottobre del 1504. Nel 1510 ottenne la cittadinanza inglese. Nel 1513 divenne prebendario di Oxgate nella cattedrale di St. Paul, cariche che conservò anche dopo il suo ritorno ad Urbino.
Intrattenne rapporti amichevoli con i principali esponenti dell'umanesimo inglese (Richard Fox, William Warham, Tommaso Moro, Richard Pace, Thomas Linacre, William Latimer, John Colet e William Lilye). Durante gli anni ebbe un'intensa corrispondenza con Erasmo da Rotterdam.
Thomas Wolsey, capo della diplomazia inglese e primate di Inghilterra, aspirava alla porpora cardinalizia e probabilmente allo stesso seggio papale. Durante un viaggio in Italia, Polidoro informò il cardinale Castellesi ed il papa degli interessi del Wolsey con toni sfavorevoli. Andrea Ammonio, che ambiva al posto di collettore di Castellesi, intercettò una lettera ad un suo superiore che comprometteva Polidoro e ne rivelò il contenuto al suo amico Wolsey. Accusato di formare un fronte di connivenza con Castellesi contro Wolsey per indebolire l'armonia esistente fra l'Inghilterra e Roma, Polidoro venne incarcerato nella Torre di Londra. Dalla prigione inviò una lettera al primate Wolsey, chiedendo di essere perdonato e liberato e papa Leone X scrisse al re in suo favore: la sua supplica venne accolta, ma non gli venne più restituita la sua funzione di sub-collettore. Il 24 dicembre 1515 Polidoro fu liberato ed abbandonò la diplomazia per dedicarsi alla letteratura.
Nel 1515 pubblicò la prima edizione di Gildas, dedicando quest'opera a Cuthbert Tunstall, vescovo di Londra. L'anno seguente apparve il suo Liber de prodigiis, dedicato al duca di Urbino Francesco Maria I Della Rovere.
Su incoraggiamento del re Enrico VII d'Inghilterra cominciò a scrivere la sua Historia Anglica ("Storia dell'Inghilterra"), opera iniziata forse già nel 1505, completata solo nell'agosto del 1533, data in cui venne dedicata al nuovo re Enrico VIII, e pubblicata nel 1534.
Intorno al 1538 lasciò l'Inghilterra per ritornare temporaneamente in Italia. Lamentò in questo periodo che la sua cattiva salute gli impedisse di prendere nota quotidianamente, com'era la sua abitudine di storico, degli avvenimenti a lui contemporanei.
Alla fine del 1551 ritornò definitivamente ad Urbino, all'alba dell'opera riformatrice della Chiesa di Inghilterra promossa dal re Enrico VIII. Morì a Urbino nell'aprile del 1555.
Secondo gli storici dell'epoca dei Tudor, Polidoro fu uno dei dotti che firmarono l'Atto di Supremazia di Enrico VIII sulla Chiesa di Inghilterra (1534) ed uno dei partecipanti attivi dell'annullamento del matrimonio di Enrico VIII con Anna di Clèves (1540).

## Opere principali

### Storia dell'Inghilterra
La prima edizione dell'Anglica Historia in 26 libri fu pubblicata a Basilea nel 1534. Nella terza edizione del 1555 aggiunse un ventisettesimo libro sul regno di Enrico VIII fino alla nascita di Edoardo VI. Essa conta quattro diverse versioni integrate con i fatti che via via si susseguono, l'ultima versione del 1555 dei fatti avvenuti fino al 1537. Il manoscritto originale si trova nella Biblioteca Vaticana. Per un certo periodo quest'opera era stata attribuita erroneamente a Federico Veterani, che ne aggiunge solo le note. Quest'opera è divisa in diversi volumi. I libri dal I al VI descrivono la storia antica delle isole britanniche fino alla conquista normanna, il libro VII parla del regno di Guglielmo I e Guglielmo II; i seguenti descrivono ciascuno il periodo di un singolo regnante, terminando con l'inizio del regno di Enrico VIII nel libro XXV fino al 1513. Nella Anglica Historia il Virgili inizia l'esposizione con un brano fortemente influenzato da De bello Gallico di Cesare. Polidoro sostiene di essere stato molto meticoloso nel raccogliere materiale per questa sua opera, e di essersi avvalso non solo di storici inglesi, ma anche stranieri. Per questa ragione, egli osserva, gli inglesi, gli scozzesi ed i francesi avrebbero trovato nella sua opera cose narrate in modo diverso da quelle alle quali erano soliti udire nel loro paese. Nella sua ricerca di informazioni chiede a Giacomo IV di Scozia una lista dei re scozzesi ed i loro annali, ma nemmeno la sua amicizia con Gavin Douglas lo spinge ad accogliere le teorie mitologiche che circolavano in quel tempo che facevano risalire la dinastia scozzese al figlio bandito di un re ateniese e di Scotta, la figlia di un faraone egiziano oppressore degli israeliti. Il suo fondato scetticismo gli fa dubitare pure della veracità di Geoffrey di Monmouth, e causa le reazioni di John Leland, che risponde con un'opera in difesa delle concezioni tradizionali, cioè Defensio Gallofridi e Assertio Incomparabilis Artuni. Questa sua tendenza a dubitare dei metodi discutibili degli storici del tempo gli procurano le proteste di molti storici che si sentono per questo offesi fino a giungere a roghi dei suoi libri ed accuse di eresia. Solo al tempo di Enrico VI che l'opera del Polidoro diventa preziosa in quanto registra accuratamente documentazione storica sempre più carente. Egli infatti, doveva conoscere personalmente molti le cui memorie risalivano sin all'inizio della Guerra delle Rose. John Sherrer Brewer è stato uno dei primi a mettere in dubbio la sua affidabilità come autorità sul regno di Enrico VIII e, indubbiamente la sua polemica contro il Wolsey lo rende evidente, ma è impossibile leggere i suoi resoconti sociali e geografici dell'Inghilterra e della Scozia senza essere grati per uno scrittore che abbia preservato così tanti interessanti dettagli sulla storia di quel paese. La campagna denigratoria contro Virgil dura fino a tutto l'Ottocento.

### GliAdagia
Gli Adagia, altra sua opera (Venezia, aprile 1498) è la prima collezione che sia stata mai pubblicata di proverbi latini. Ha preceduto di due anni quella di Erasmo da Rotterdam. Fra i due sorge una sincera amicizia, anche se non priva di incomprensioni. Una seconda serie di proverbi biblici (553 di numero) è dedicata al discepolo di Wolsey Richard Pace, ed è preceduta da un'interessante lettera del giugno 1519 che fornisce i nomi di molti fra gli amici inglesi del Virgili, da Thomas More, all'arcivescovo Warham, fino a Linacre e Tunstall.

### De Inventoribus
De Inventoribus (Parigi, 1499). Scritta in soli tre mesi tratta dell'origine di ogni cosa. In questa opera enciclopedica l'autore sviluppa numerosi aneddoti sull'origine delle scienze, l'astrologia, la musica, la divinazione, i giochi, lo sport, la religione, le eresie. Una parte riguarda l'agricoltura, il frumento, la frutta, i cibi, la selvaggina la scoperta dell'uva e l'arte di produrre il vino ecc. Originalmente consisteva di sette volumi, divenuti otto nel 1521. Questo secondo libro è dedicato al tutore Guido, Lodovico Odasio, di Urbino. L'opera divenne molto popolare e fu presto tradotta in francese (1521), tedesco (1537), Inglese (1546) e spagnolo (1551). Tutte le edizioni, però, eccetto quelle che seguono il testo sanzionato da Gregorio XIII nel 1576, vennero messe all'indice dei libri proibiti. Nel libro primo tratta l'origine degli dèi e investiga il significato della parola “dio”. Discute inoltre argomenti come la creazione, il matrimonio e la religione. Il secondo libro copre, fra l'altro, la legge e la scienza militare, ma anche il denaro ed i metalli preziosi. Il terzo libro procede nella trattazione del commercio in agricoltura, architettura ed altre attività. Dato che questo libro conquistò grandissima popolarità, Virgili aggiunse cinque ulteriori libri dedicati a le initia institorum rei Christianae. Questo libro serve pure uno scopo importante: è una concessione alla Chiesa che aveva dichiarato la sua opera eretica e depravata, non criticandola ma analizzandola con metodo scientifico. Virgili, così, anticipa di molto i tempi.
Egli stesso considera Inventoribus e Adagia come i suoi capolavori. Sono questi, più che l’Anglica Historia che fanno di Virgilio una celebrità, sia in Inghilterra che nel continente. Pure la sua fama posteriore è basata su queste opere.

### Gildas
Gildas …de calamitate, excidio et conquestu Britanniae. La sua edizione di Gildas, opera del VI secolo dal titolo originale: De excidio et conquestu Britanniae è la prima edizione critica di un testo storico inglese. Pubblicando questa edizione, Virgilio riflette l'interesse crescente che gli studiosi tedeschi ed italiani sviluppano per i testi post-classici. Per Virgili questo testo dovrà servire come presupposto della sua valutazione negativa di Riccardo III che influirà sullo stesso Shakespeare. Questa edizione viene rimaneggiata da Robert Ridley, che però ne altera il testo per renderlo più semplice e rimuove brani anti-clericali lasciandolo in qualche modo sfigurato. Esso viene pubblicato nel 1525.

### De Prodigiis
Consegue grande popolarità anche la sua opera De Prodigis. In essa esamina i pregiudizi popolari sull'arte divinatoria ed è tradotta in italiano nel 1543, in inglese nel 1546 e in spagnolo nel 1550. Questo trattato prende la forma di un dialogo latino fra Polidoro ed il suo amico di Cambridge Robert Ridley. Avviene all'aria aperta presso la dimora di Polidoro in campagna vicino a Londra. Il dovere di Polidoro è quello di affermare i problemi e supplire le illustrazioni storiche; quello del suo amico di spiegare, razionalizzare e proporre delle critiche. L'opera è messa all'indice dei libi proibiti ed è ristampata nel 1575. Qui, come nella Historia Anglica l'autore si vanta dell'eccellenza della sua prosa latina, che, secondo l'opinione di Sir Henry Ellis, rispetto ai suoi contemporanei è la più pura fra tutti gli scrittori del tempo.

## Elenco delle opere
- Polidoro pubblica a Venezia la sua prima opera nel 1496. È un'edizione del commento di Perotti su Marziale, la Cornucopia.
- Due anni più tardi Polidoro pubblica il suo Proverbium Libellum o Adagia. Originalmente quest'opera contiene circa 300 proverbi (Venezia, 1498), aumentati fino a mille nell'edizione del 1550.
- Nel 1499 appare il suo Inventoribus Rerum (sulle invenzioni delle cose).
- Completa nel 1525 un progetto completamente nuovo, il Gildas (De excidio et conquestu Britanniae de Gildas).
- Commentariolus in Dominicam Precem (Basilea, 1525).
- Nel 1526 rivede i suoi Adagia.
- Su richiesta di Erasmo, Polidoro lavora su una traduzione di Crisostomo: De Perfecto Monacho (pubblicata nel 1530).
- Liber de Prodigiis (Dialogus de prodigiis, Basilea, 1531).
- Nel 1534 è pubblicata la prima edizione di Anglica Historia a Basilea.
- Nel 1535 Polidoro pubblica una collezione di dialoghi: De Patientia, De Vita Perfecta, De Veritate et Mendacio (Basilea, 1545).
- Nel 1546 appare una seconda versione del De Anglica Historia ed una terza nel 1555, espansa con gli avvenimenti al 1509 al 1537.

Le opere menzionate contengono materiale storico, ma solo tre sono di natura storia: De Inventoribus Rerum, la sua edizione di Gildas e la Anglica Historia.